# Prinzeßchen Krinoline
Prinzeßchen Krinoline ist ein dänischer Stummfilm von Robert Dinesen oder Lau Lauritzen senior aus dem Jahr 1916.

## Handlung
Die junge Rita ist mit dem eleganten Horst von Dewitz verheiratet, doch haben sich die Eheleute nicht mehr viel zu sagen. Die Beziehung wird zusätzlich belastet, als Horsts frühere Freundin Alexa aus Amerika zurückkehrt und im Kabarett der Stadt auftritt. Horst verbringt seine Abende nun regelmäßig im Club und mit Alexa. Ritas Bruder Richard Lorne will seiner Schwester helfen. Der weltgewandte Maler, der in München und Rom gelebt hat, will aus der grauen Maus Rita eine verführerische Frau machen, die auch Horst wieder dazu bringen kann, die Abende lieber zu Hause zu verbringen.
Richard überredet den Direktor des Glaspalastes, Rita sein Theater für eine Abendvorstellung zu überlassen. Er entwirft für sie ein Kostüm mit einer pompösen, spitzenumhüllten Krinoline und lässt Plakate in der Stadt verteilen, in der ein einmaliger und sensationeller Auftritt des „Prinzesschen Krinoline“ angekündigt wird, die anonym mit Maske auftreten soll. Bald ist der Auftritt Stadtgespräch und vor allem Horst zeigt großes Interesse an der Unbekannten. Am Abend feiert Rita mit ihrer phantastischen Krinoline einen Sensationserfolg auf der Bühne.
Die Gunsterweisungen ihres Mannes, der ihr Blumen und ein Billet schickt, lehnt sie ab. Sie lässt ihn jedoch für den nächsten Morgen zu einem Treffpunkt bestellen, wo sie ihm auf einem Pferd begegnet. Als Horst Rita umarmen will, reitet sie davon, verliert jedoch einen Handschuh. Horst entdeckt in seinem Arbeitszimmer den zweiten Handschuh und ist verwirrt.
Kurz darauf erhält er eine Einladung von Richard Lorne zu einem Atelierfest. Richard deutet darin an, dass auch Prinzesschen Krinoline anwesend sein wird. Rita entschuldigt sich, da sie sich nicht gut fühle. Umso überraschter ist Horst, als er am Abend in Prinzesschen Krinoline seine Frau erkennt. Ihrer Garderobenfrau gelingt es, den aufgeregten Horst auf den Balkon auszusperren, von wo dieser schließlich ohne Hut und Mantel fliehen kann und nach Hause eilt. Vergeblich versucht er, in das Schlafzimmer seiner Frau eingelassen zu werden. Erst als er auf seinem Bett liegt und sich die Ereignisse der letzten Tage durch den Kopf gehen lässt, kommt sie zu ihm und beide küssen sich leidenschaftlich.

## Produktion
Prinzeßchen Krinoline hat im Original eine Länge von 999 Metern. Der Film kam am 27. November 1916 in die dänischen Kinos. Die Berliner Polizei belegte den Film mit einem Jugendverbot. In Prag kam der Film, nach einem Kinder- und Jugendverbot durch die Prager Behörden, im November 1916 in die Kinos.
Im Original haben die Figuren andere Namen: Horst von Dewitz ist Paul von Grabau, Rita ist Kitty und Richard Lorne heißt Jean Velour.